# Perth Rectangular Stadium
El Perth Rectangular Stadium llamado también HBF Park por razones de patrocinio desde 2018, es un estadio ubicado en la ciudad de Perth, en Australia. Fue construido en 1904 y ha pasado por varias remodelaciones, la última de ellas en 2012. Tiene una capacidad para 20 500 personas para eventos deportivos como fútbol y rugby, y 25 000 espectadores para espectáculos artísticos y conciertos.
El estadio es desde 1996 el hogar del equipo de fútbol Perth Glory FC de la A-League, y desde 2010 del equipo Western Force de la Super Rugby.
La Selección de fútbol de Australia disputó dos partidos en el estadio válidos por la clasificación para la Copa Mundial de Fútbol de Rusia 2018.
| N.º | Fecha                   | Equipo    | Resultado | Equipo    | Asistencia | Motivo                                    |
| --- | ----------------------- | --------- | --------- | --------- | ---------- | ----------------------------------------- |
| 1   | 3 de septiembre de 2015 | Australia | 5 - 0     | Bangladés | 19 495     | Clasificación Copa Mundial de Fútbol 2018 |
| 2   | 1 de septiembre de 2016 | Australia | 2 - 0     | Irak      | 18 923     | Clasificación Copa Mundial de Fútbol 2018 |

Asimismo, se llevaron a cabo cinco encuentros válidos por el Mundial Femenino de Fútbol 2023

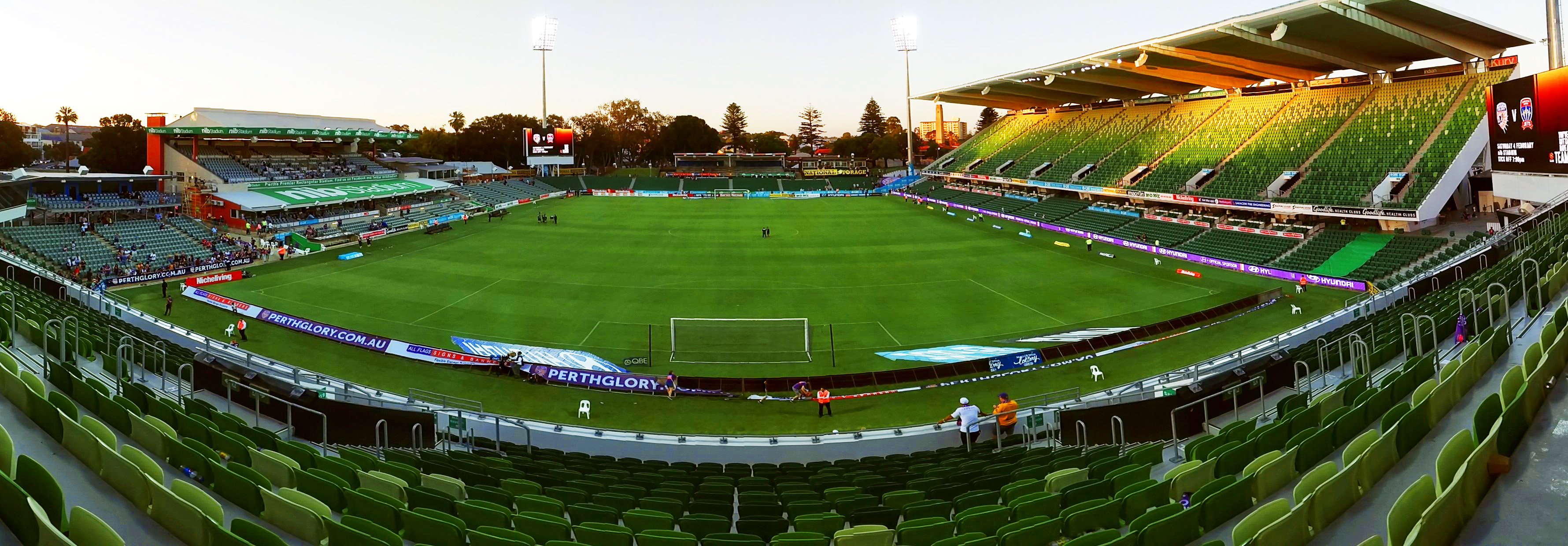
Imagen panorámica del Perth Oval.

| Fecha               | Equipo    | Resultado | Equipo    | Asistencia |
| ------------------- | --------- | --------- | --------- | ---------- |
| 22 de julio de 2023 | Dinamarca | 1 - 0     | China     | 16 989     |
| 26 de julio de 2023 | Canadá    | 2–1       | Irlanda   | 17 065     |
| 29 de julio de 2023 | Panamá    | 0–1       | Jamaica   | 15 987     |
| 1 de agosto de 2023 | Haití     | 0–2       | Dinamarca | 17 897     |
| 3 de agosto de 2023 | Marruecos | 1–0       | Colombia  | 17 342     |